# بردگوریهای چری ۲ و ۳
بردگوریهای چری ۲ و ۳ در شهرستان کوهرنگ، بخش بازفت، روستای دو آب صمصامی واقع شده و این اثر در تاریخ ۲۴ فروردین ۱۳۸۲ با شمارهٔ ثبت ۸۲۰۴ به‌عنوان یکی از آثار ملی ایران به ثبت رسیده است.